# 聲夢戀歌
《聲夢戀歌》（英語：Aline）是一部2021年法加合拍的歌舞片。電影由瓦萊麗·樂梅西埃擔任導演、編劇、主演。主演陣容包括羅克·拉福瓊、丹妮兒·費紹、沙爾文·馬賽爾。《聲夢戀歌》由高蒙電影公司定檔2021年11月10日法國上映，Maison 4:3安排2021年11月26日加拿大上映，劇情主要描述加拿大天后巨星莎蓮·迪安的生平。

## 演員
- 瓦萊麗·樂梅西埃（英语：Valérie Lemercier）飾演莎蓮·迪安
- 羅克·拉福瓊飾演Anglomard Dieu
- 丹妮兒·費紹（英语：Danielle Fichaud）飾演特蕾莎·迪翁（英语：Thérèse Dion）
- 沙爾文·馬賽爾（英语：Sylvain Marcel）飾演勒內·安傑利爾（英语：René Angélil）
- 安托萬·維齊納（英语：Antoine Vézina）飾演Jean-Bobin Dieu
- 芭絲卡・德羅榭飾演帕斯卡爾·迪厄（Pascale Dieu）
- 吉恩-諾爾·布勞特飾演費特（Fred）
- 索尼婭·瓦瓊（英语：Sonia Vachon）飾演Martine Lévêque
- 阿蘭·祖維飾演Docteur Lablanchette
- 伊夫·雅克（英语：Yves Jacques）飾演電視節目主持人

## 發行
《聲夢戀歌》於第74屆坎城影展首映，並於2021年11月在加拿大上映。

## 外部連結
- 互联网电影数据库（IMDb）上《聲夢戀歌》的资料（英文）
- 豆瓣电影上《聲夢戀歌》的資料 （简体中文）